# فندق بهشتی
فندق بهشتی (نام علمی: Lecythis) نام یک سرده از خانواده بهشتی‌فندقان است.